# Literaturjahr 1753
Liste der Literaturjahre

1749 | 1750 | 1751 | 1752 | Literaturjahr 1753 | 1756 | ► | ►►

Weitere Ereignisse
Dieser Artikel behandelt das Literaturjahr 1753.

## Ereignisse
Die British Museum Library, die Bibliothek des British Museum in London übernimmt 1753 die Büchersammlung, die von Hans Sloane angelegt worden war. Das Datum gilt als Gründungsdatum der British Library, die mit über 250 Millionen Bänden zu den größten Forschungsbibliotheken der Welt zählt.
Friedrich Melchior Grimm übernimmt die Leitung der Nouvelles littéraires, die von 1747 bis 1753 Guillaume Thomas François Raynal herausgegeben worden war, und ändert den Namen in Correspondance littéraire, philosophique et critique. Grimm gab die Correspondance littéraire bis 1775 heraus und übergab die Leitung dann an seinen langjährigen Sekretär Jakob Heinrich Meister.
- Januar: Mercy Seccombe, die von Harvard, Massachusetts nach Nova Scotia, Kanada auswanderte, beginnt ihr Tagebuch, das womöglich erste literarische Zeugnis dieser Form von einer Frau in Nordamerika.[1]
- 01. Januar: Johan Stagnells Theaterstück Baron Sjelfklok och Fröken Granlaga erlebt seine Premiere im Stora Bollhuset in Stockholm.[2]
- Dezember: Der Paper War of 1752–1753 kommt zum Ende, da sich schließlich mit Ausnahme von John Hill niemand mehr darauf einlässt.[3]
- Jane Austens Tante Eliza (die Mutter von Eliza de Feuillide) wandert nach Indien aus, um dort Tysoe Saul Hancock zu heiraten.[4]
- Die Troupe Dulondel, eine französische Theatertruppe (Compagnie de théâtre), findet auf Einladung der aus Preußen stammenden schwedischen Königin Luise Ulrike von Preußen eine Anstellung im Stora Bollhuset in Stockholm. Die Theaterkompanie wird in Schweden bis 1771 aktiv sein.

## Neuerscheinungen

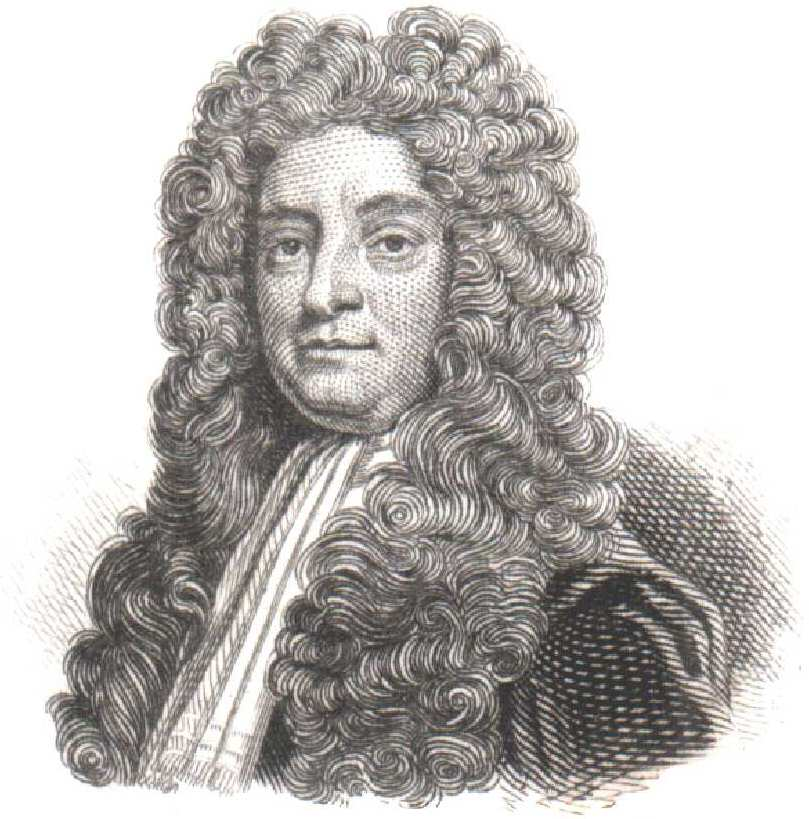
Hans Sloane

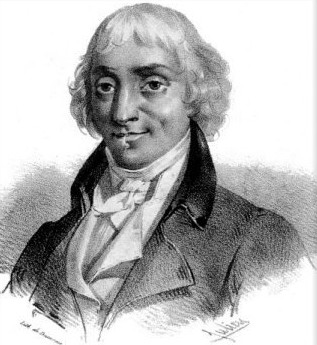
Évariste de Forges de Parny

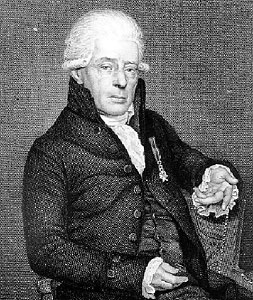
Rhijnvis Feith, 1825

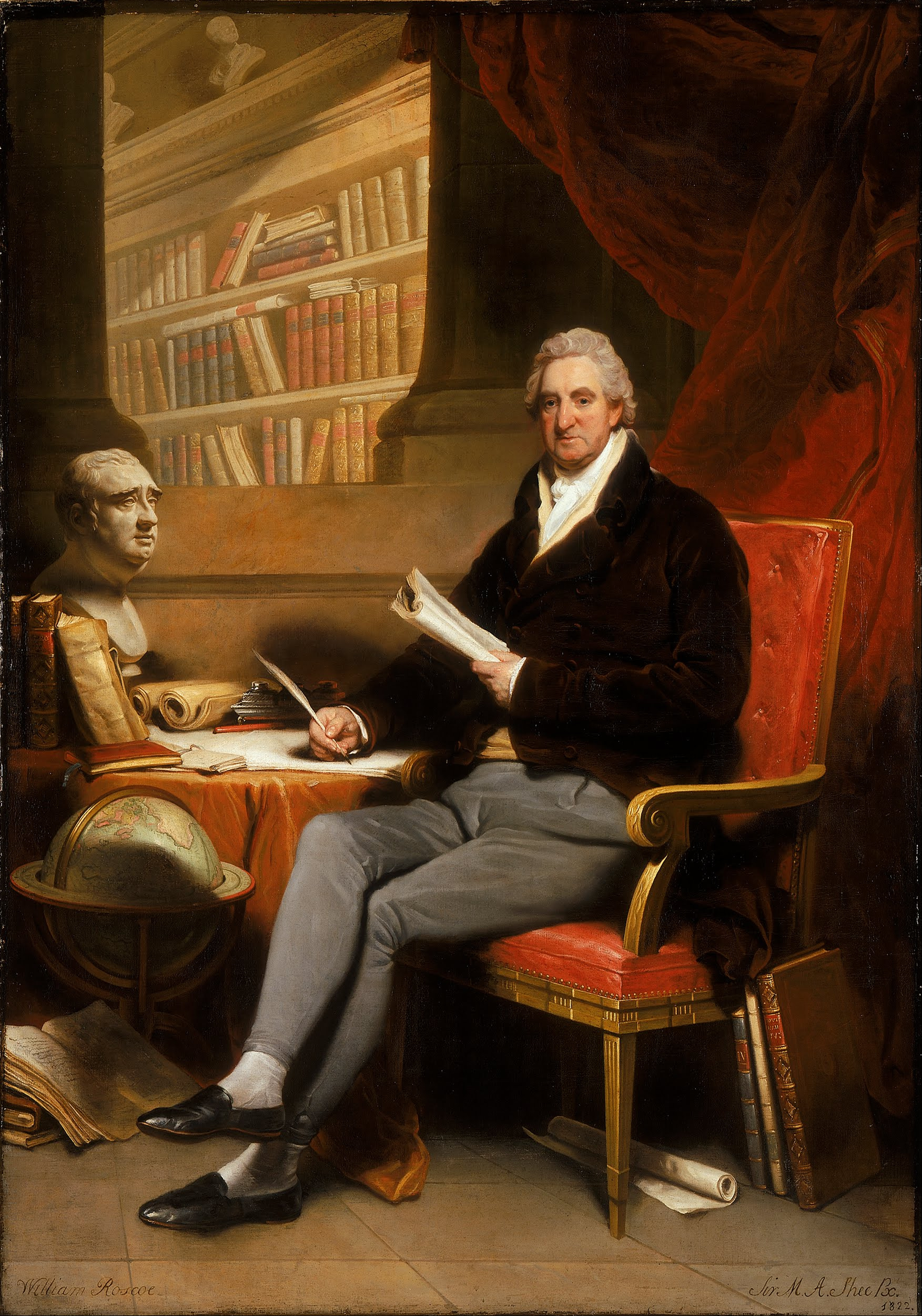
William Roscoe, porträtiert von Martin Archer Shee, 1815–1817

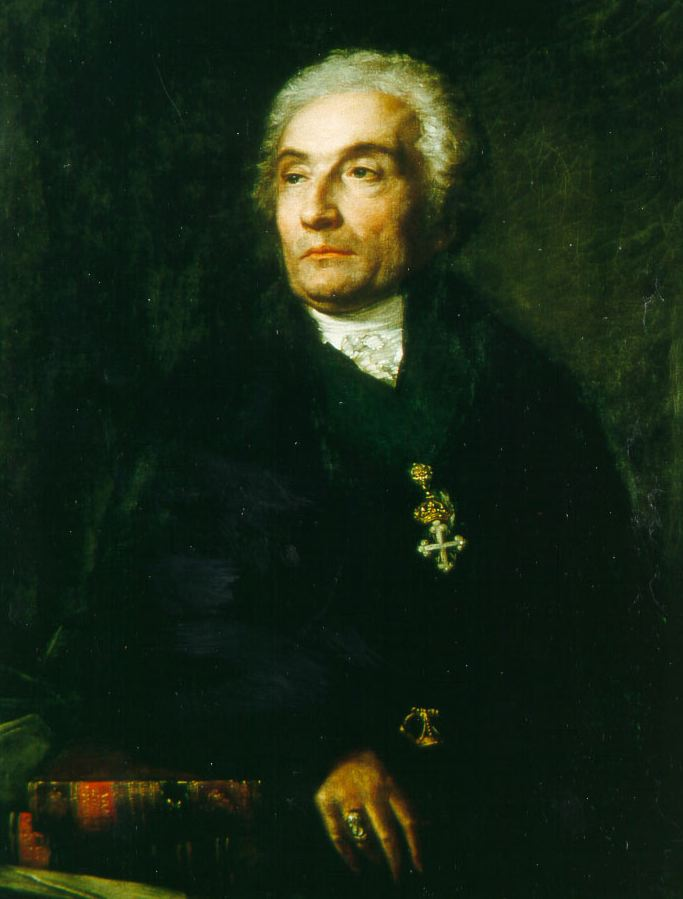
Joseph de Maistre

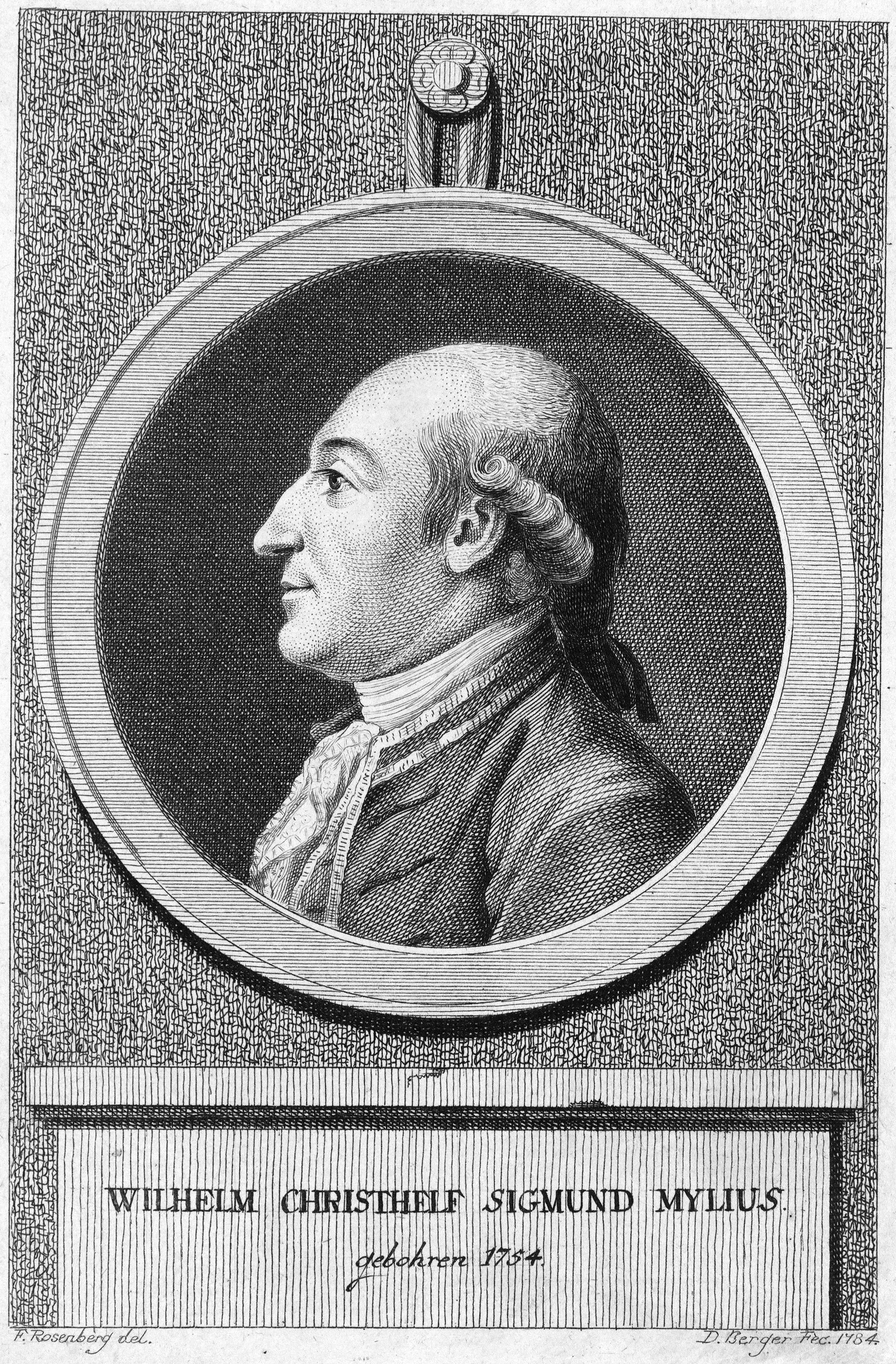
Wilhelm Christhelf Sigmund Mylius (Stich von Daniel Berger nach einer Zeichnung von Friedrich Rosenberg.) Porträtkupfer aus Litteratur- und Theater-Zeitung für das Jahr 1784, Berlin: Wever, 1784.

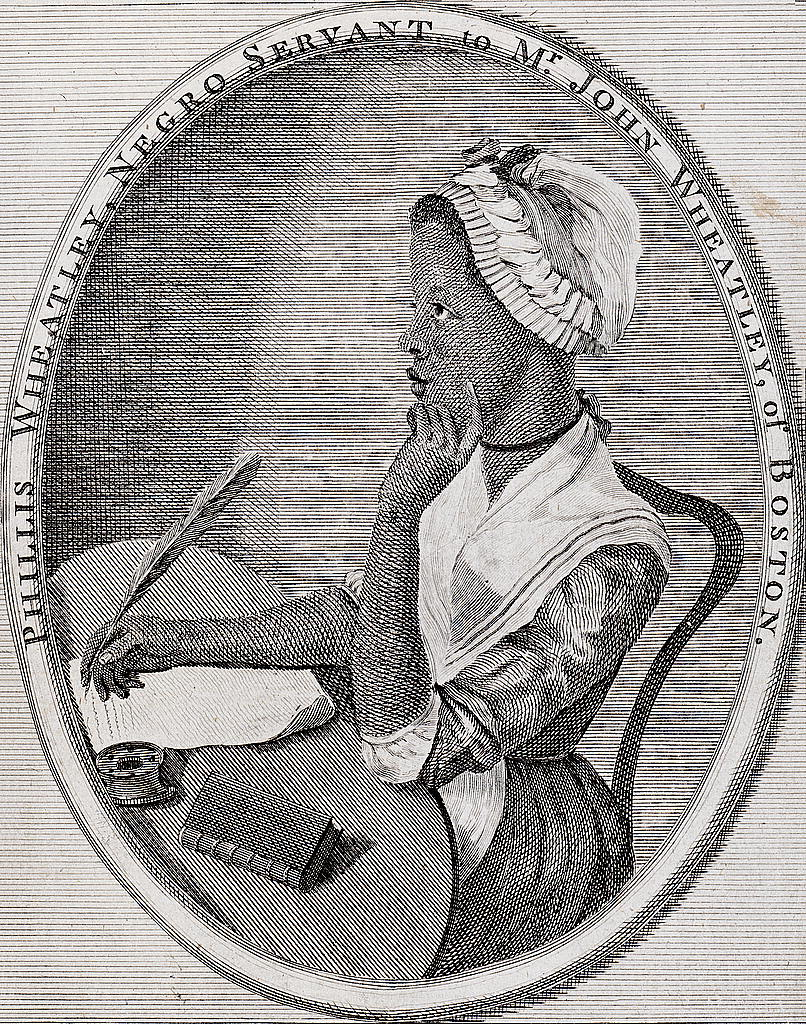
Phillis Wheatley. Frontispiz der Poems on Various Subjects, Religious and Moral. London 1773.

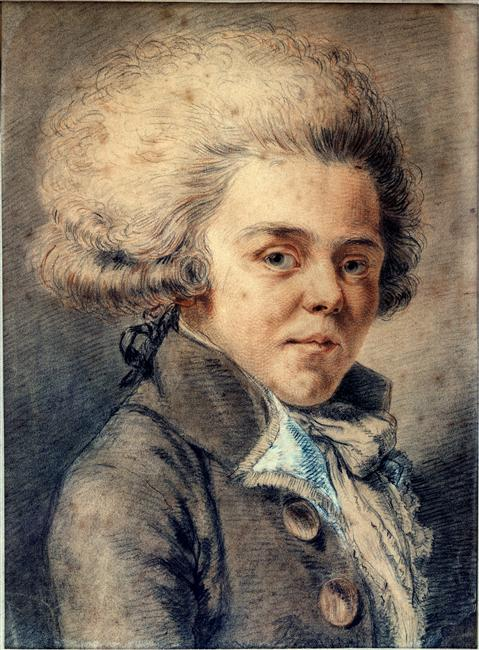
Antoine de Rivarol

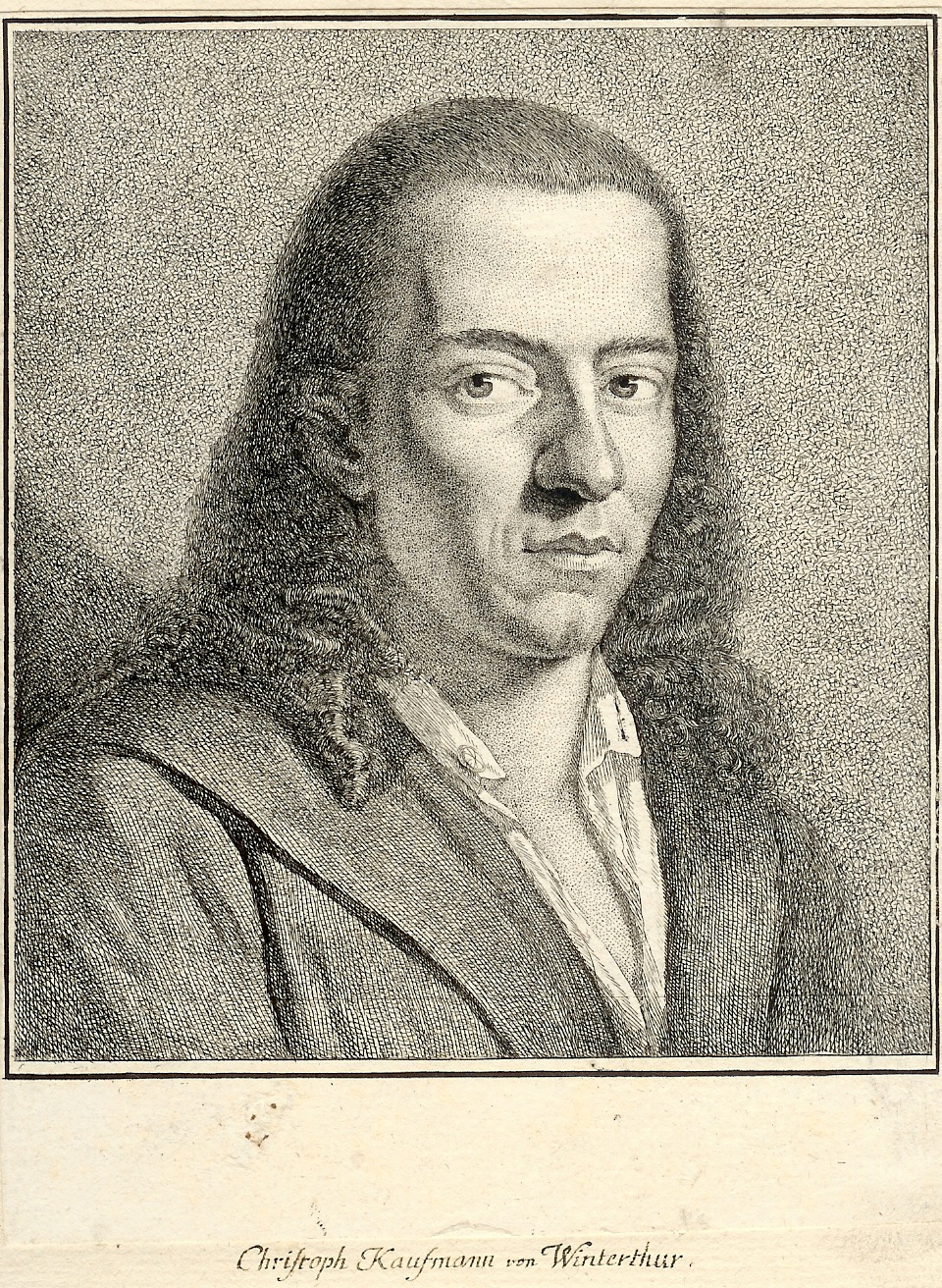
Christoph Kaufmann; Kupferstich aus dem Umkreis von Johann Kaspar Lavater

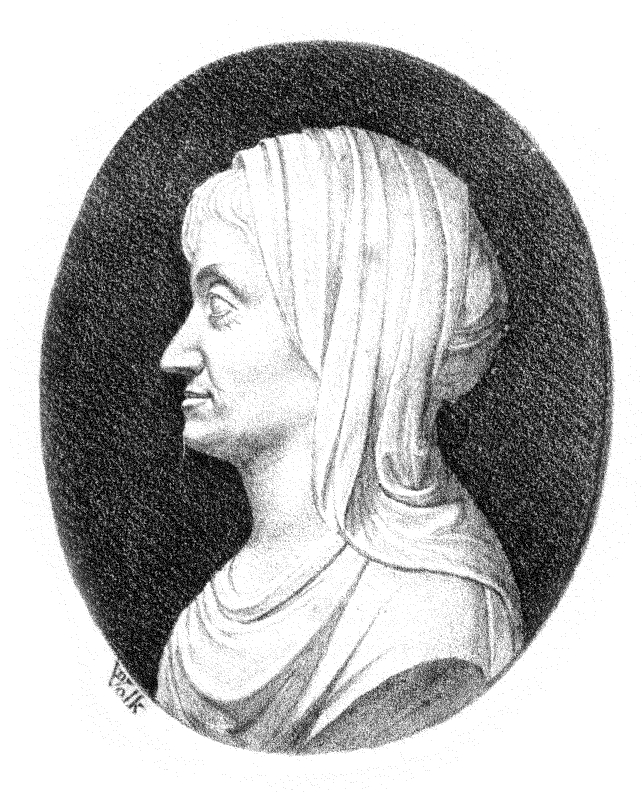
Caroline Rudolphi

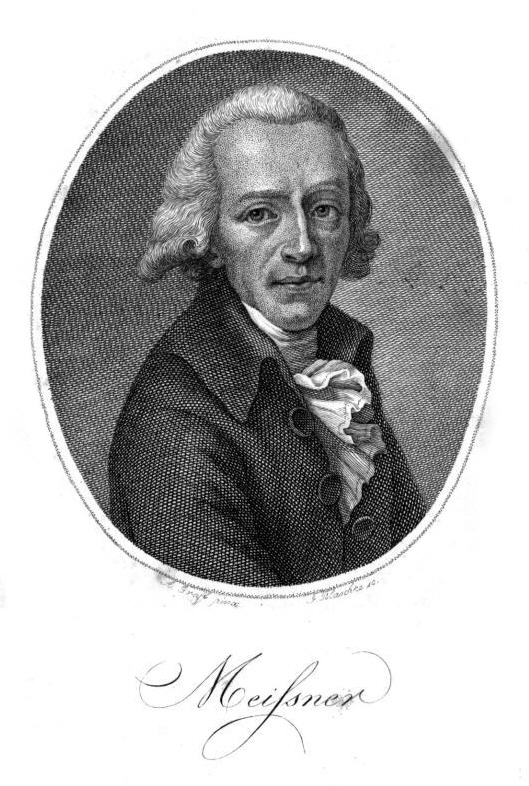
August Gottlieb Meißner (* 1753)

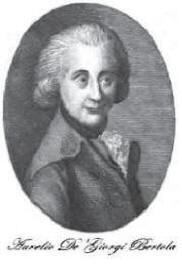
Aurelio de’ Giorgi Bertola; Kupferstich um 1780

### Belletristik
- Sarah Fielding – The Adventures of David Simple, Volume the Last
- Eliza Haywood – The History of Jemmy and Jenny
- Charlotte Lennox – Shakespeare Illustrated (auf der Basis von Shakespeares Schriften)
- Samuel Richardson – The History of Sir Charles Grandison
- Tobias Smollett – The Adventures of Ferdinand Count Fathom

### Drama
- Giacomo Casanova – La Moluccheide
- Kitty Clive – The Rehearsal
- Samuel Foote – The Englishman in Paris
- Richard Glover – Boadicea
- Carlo Goldoni – Arlecchino servitore di due padroni
  - La locandiera
- Henry Jones – The Earl of Essex
- Edward Moore – The Gamester
- Johan Stagnell – Baron Sjelfklok och Fröken Granlaga
- Edward Young – The Brothers

### Lyrik
- John Armstrong – Taste: An epistle to a young critic[5]
- Theophilus Cibber – The Lives of the Poets of Great Britain and Ireland, compiled mostly by Robert Shiels with added material and revisions by Cibber[5]
- Thomas Cooke – An Ode on Benevolence, anonym veröffentlicht[5]
- Robert Dodsley – Public Virtue[5]
- Thomas Francklin – Translation: A poem[5]
- Richard Gifford – Contemplation: A poem, anonym veröffentlicht[5]
- Robert Dodsley – Public Virtue
- Thomas Franklin – Translation
- Richard Gifford – Contemplation
- Thomas Gray und Richard Bentley der Jüngere – Designs by Mr. R. Bently for Six Poems by Mr. T. Gray
- Henry Jones – Merit
- William Kenrick – The Whole Duty of Woman
- John Ogilvie – The Day of Judgment
- Christopher Smart – The Hilliard
- Henry Jones – Merit: A poem[5]
- William Kenrick – The Whole Duty of Woman, anonym veröffentlicht[5]
- John Ogilvie – The Day of Judgment, anonym veröffentlicht[5]
- Christopher Pitt u. a. Bearbeiter – The Works of Virgil, in Latin and English[5]
- Christopher Smart – The Hilliard: an epic poem, eine Satire auf Sir John Hill (1716?–1775), Herausgeber des British Magazine, hervorgerufen durch einige Besprechungen in der vorjährigen Ausgabe von The Impertinent
- William Smith – A Poem on Visiting the Academy of Philadelphia, June 1753, Smith war von Benjamin Franklin eingeladen worden; aus der Akademie entstand später die University of Pennsylvania[6]
- John Wesley and Charles Wesley – Hymns and Spiritual Songs
- George Whitefield – Hymns for Social Worship, an anthology[5]
- Thomas Warton – The Union

### Sach- und Wissenschaftspublikationen
- Carl Philipp Emanuel Bach – Versuch über die wahre Art das Clavier zu spielen
- Theophilus Cibber – The Lives of the Poets
- Jane Collier – An Essay on the Art of Ingeniously Tormenting
- Francis Coventry – Essay on the English Garden
- Jean-Baptiste Descamps –  La vie des peintres flamands, allemands et hollandois, avec des portraits gravés en taille-douce, une indication de leurs principaux ouvrages, & des réflexions sur leur différentes manières
- Nicolas Desmarest – Dissertation sur l’ancienne jonction de l’Angleterre à la France
- Johann Gottlob Wilhelm Dunkel – Historisch-kritische Nachrichten von verstorbenen Gelehrten und deren Schriften Band 1
- William Hogarth – The Analysis of Beauty[7]
- David Hume – Essays and Treatises
- Carl von Linné – Species plantarum, exhibentes plantas rite cognitas, ad genera relatas, cum differentiis specificis, nominibus trivialibus, synonymis selectis, locis natalibus, secundum systema sexuale digestas
- William Melmoth – The Letters of Marcus Tullius Cicero
- Christopher Pitt et al. – The Works of Virgil in Latin and English
- Henry St. John – A Letter to Sir William Windham
- John Toland – Hypatia
- Voltaire – Le Fanatisme ou Mahomet le Prophète
- William Warburton – The Principles of Natural and Revealed Religion
- George Whitefield – Hymns for Social Worship

## Geboren
- 24. Januar: Friedrich August Weber, deutscher Arzt, Komponist und Schriftsteller († 1806)
- 06. Februar: Évariste de Parny, französischer Dichter (1806)
- 07. Februar: Rhijnvis Feith, niederländischer Beamter, Dichter und Sänger († 1824)
- 16. Februar: Friedrich Gustav Arvelius, estnisch-deutschbaltischer Schriftsteller und Volksaufklärer († 1806)
- 08. März: William Roscoe, englischer Historiker und Schriftsteller († 1831)
- 13. März: József Fabchich, ungarischer Schriftsteller, Philologe und Übersetzer († 1809)
- 01. April: Joseph de Maistre, savoyardischer Staatsmann, savoyischer Schriftsteller und politischer Philosoph, der die Grundlagen des Ancien Régimes gegenüber den Ideen der Aufklärung und deren Folgen während der Französischen Revolution verteidigte († 1821)
- 02. Mai: Wilhelm Christhelf Sigmund Mylius, deutscher Schriftsteller und Übersetzer († 1827)
- 08. Mai: Phillis Wheatley, afro-amerikanische Dichterin († 1784)
- 26. Juni: Antoine de Rivarol, französischer Schriftsteller († 1801)
- 04. August: Aurelio de’ Giorgi Bertola, italienischer Schriftsteller, Gelehrter, Übersetzer aus dem Deutschen, Historiker und Literaturkritiker († 1798)
- 06. August: August Friedrich Wilhelm Crome, deutscher Spätaufklärer, Professor für Kameralistik in Gießen, Statistiker und Volkswirtschaftler († 1833)
- 14. August: Christoph Kaufmann, Schweizer „Genieapostel“, Autor und Literat, Begründer des Begriffs Sturm und Drang († 1795)
- 24. August: Caroline Rudolphi, deutsche Erzieherin, Dichterin und Schriftstellerin († 1811)
- 12. September: Ulrich Petrak, österreichischer katholischer Theologe, Lyriker und Sachbuchautor († 1814)
- 16. September: Märta Helena Reenstierna, schwedische Gutsherrin, die unter dem Namen Årstafrun (Herrin von Årsta) als Autorin von Tagebüchern bekannt wurde, die ab 1946 postum gedruckt wurden († 1841)
- 04. Oktober: František Jan Tomsa, Anhänger der tschechischen Wiedergeburtsbewegung, Schriftsteller und Publizist († 1814)
- 15. Oktober: Elizabeth Inchbald, englische Schauspielerin, Schriftstellerin und Dramatikerin († 1821)
- 03. November: August Gottlieb Meißner, deutscher Schriftsteller der Aufklärung und Begründer der deutschsprachigen Kriminalerzählung († 1807)
- 04. November: Wilhelm Gottlieb Becker, deutscher Belletrist und Kunstschriftsteller († 1813)
- 01. Dezember: Joseph August von Toerring, bayerischer Politiker und Dramatiker sowie Gutsherr der ehemaligen Reichsabtei Damenstift Gutenzell zu Gutenzell, auf Jettenbach und anderen († 1826)
- 14. Dezember: Mary Ann Kilner, bekannteste englische Kinderbuchautorin des 18. Jahrhunderts († 1831)
- 19. Dezember: George Ellis, in Jamaika geborener Antiquar, satirischer Lyriker und Mitglied des Parlements († 1815)
- 28. Dezember: Johann Friedrich Hahn, deutscher Lyriker († 1779)
- Datum unbekannt: Dhiro indischer Dichter († 1825)[8]
- Datum unbekannt: William Preston, irischer Dichter († 1809)
- Datum unbekannt: Irayimman Tampi, indischer Dichter († 1856)[9]
- Datum unbekannt: Eleonore Sophie Auguste Thon, deutsche Schriftstellerin († 1809)
- Datum unbekannt: Ann Yearsley englische Lyrikerin und Schriftstellerin († 1806)

## Gestorben
- 20. Januar: Albert Joseph Conlin, katholischer Priester und Schriftsteller, der als der bedeutendste Nachahmer Abraham a Santa Claras gilt. (* 1669)
- 17. Februar: Karl Heinrich Lange, deutscher lutherischer Theologe, Pädagoge, Bibliothekar und Kirchenlieddichter (* 1703)
- 02. Mai: Léonor-Jean-Christine Soulas d’Allainval, dit d’Allainval, französischer Dramatiker
- November: Giuseppe Valentini, italienischer Violinist, Maler, Komponist und Dichter (* 1681)
- 16. November: Nicolas Racot de Grandval, französischer Komponist, Cembalist und Dramaturg (* 1676)
- 24. November: Nicholas Mann, englischer Antiquar und Schriftsteller (Geburtsdatum unbekannt)
- 06. Dezember: Luigi Riccoboni in Frankreich wirkender italienischer Komödiendichter und Verfasser der ersten Abhandlung über das italienische Theater (Nouveau Théatre Italien par Riccoboni chez A. U. Coustelier en 1718)
- unbekanntes Datum: Matthew Adams, englischer Essayist (Geburtsdatum unbekannt)
- unbekanntes Datum: Adam Gottfried Uhlich, deutscher Schauspieler und Bühnenschriftsteller (* 1718)
- unbekanntes Datum: Hristofor Zhefarovich, serbischer Maler, Graveur, Schriftsteller und Dichter (Geburtsdatum unbekannt)